# بروتيرا (البرازيل)
بروتيرا أو برنامج إعادة توزيع الأراضي وتحفيز الصناعة الزراعية في الشمال والشمال الشرقي كان برنامجًا حكوميًا برازيليًا في السبعينيات لمعالجة الفقر في المناطق الريفية تأسس بعد الموافقة على قانون الأراضي في عام 1964. في حوض الأمازون كانت مدعومة من قبل البنك الدولي.